# Louis, enfant roi
Louis, enfant roi è un film del 1993 diretto da Roger Planchon.

## Trama
Gennaio 1649: dopo la morte di suo padre, il giovane Luigi XIV diventa il nuove re di Francia. Con l'aiuto della madre, Anna d'Austria e del Cardinale Mazarino dovrà affrontare gli intrighi orditi dai nobili appartenenti alla Fronda.